# 경상북도교육정보센터
경상북도교육정보센터는 경상북도 경산시에 있는 도서관이다.

## 연혁
- 1998.04.23 개관

## 시설현황
- 4F: 평생학습실, 컴퓨터교육실1, 열람실
- 3F: 종합자료실
- 2F: 관장실, 총무부장실, 사무실, 다목적실, 독도교육체험관
- 1F: 전자정보실, 아동열람실, 위성학습실
- B1: 시청각실, 컴퓨터교육실2, 매점

## 이용 안내
휴관일
- 매월둘째, 넷째 월요일
- 일요일을 제외한 공휴일(단, 일요일과 관공서의 공휴일이 겹치는 경우 휴관)
- 국가의 임시공휴일 또는 특별한 사유로 관장이 지정하는 임시휴관일